# Aeroportul Gregory Downs
Aeroportul Gregory Downs (IATA: GGD, ICAO: YGDS) este un aeroport din Queensland, Australia.
Situat la o altitudine de 78 m, aeroportul dispune de o singură pistă.